# Hrid Kurjak
Koordinati:   44°24′18″N, 14°45′22″E
Hrid Kurjak je majhen nenaseljen otoček v Jadranskem morju. Pripada Hrvaški.
Hrid Kurjak leži okoli 3 km severseverozahodno od naselja Olib na istoimenskem otoku. Površina otočka meri 0,017 km². Dolžina obalnega pasu je 0,55 km.